# راتشت أند كلانك (سلسلة)
راتشت أند كلانك (بالإنجليزية: Ratchet & Clank)‏ ، هي سلسلة ألعاب فيديو تتبع طريقة مغامرات ال بلاتفورم، طورت ألعاب السلسلة من قبل شركة أنسومانيك عدا لعبتي سايز ماترز وسيكريت أيجنت كلانك المصممتان لجهاز بلايستيشن بورتابل, السلسلة نشرت من قبل شركة سوني كومبيتر أنترتينمنت لنظام ألعاب البلاي ستيشن 2 بلاي ستيشن بورتابل ونظام ألعاب البلاي ستيشن 3, بسبب توقيع أصحاب السلسلة عقد مع شركة سوني في العام 2002 حقوق نشر اللعبة باتت حصرية فقط لشركة سوني

## الحبكة
هي لعبة في اطار خيال علمي بطابع منظور شخصي ثالث ذو العديد من الانواع المختلفه لطرق العب، تركز على عناصر كالمنصات والسباق والالغاز وتدور احداث الحبكة حول مغامرات راتشيت (مخلوق من فصيلة هيومانويد شبية بالسنوريات معروفة باسم اللومباكس، وايضا هو ميكانيكي) وصديقه كلانك (رجل آلي مصغر وحساس ذو روح من فصيلة الزوني) اثناء ترحالهم حول الكون بالرغبة الشديدة منذ الصغر لاكتشاف مايخفيه وما يوجد فيه من احداث وقصص ودروس يتعلمونها وانقاذه من المخاطر الشريره التي تدوما تهدده باستمرار من قبل شخصيات شريرة كثيرة معروفة حول المجرات مثل دريك والإمبراطور بيرسيفال تاكيون والدكتور نيفاريوس. السلسلة معروفة بادراجها للعديد من الاسلحة والادوات تستخدم من قبل الاعب (راتشيت) ذو تصميمات غريبة ومميزة وطابع يفوق الخيال. وهذا ما ادى إنسومنياك جيمز إلى نقل هذا الطابع والتصاميم إلى العابها وسلاسلها الأخرى.

## الإصدارات
| الاسم                                  | الجهاز المستخدم    | سنة الإصدار |
| -------------------------------------- | ------------------ | ----------- |
| راتشيت وكلانك                          | بلاي ستيشن 2       | 2002        |
| راتشيت وكلانك: انطلق كمغوار            | بلاي ستيشن 2       | 2003        |
| راتشيت وكلانك: ارتق بترسانتك           | بلاي ستيشن 2       | 2004        |
| راتشيت: طريق مسدود                     | بلاي ستيشن 2       | 2005        |
| راتشيت وكلانك: غوينغ موبايل            | موبايل             | 2005        |
| راتشيت وكلانك: سايز ماترز              | بلاي ستيشن بورتابل | 2007        |
| العميل السري كلانك                     | بلاي ستيشن بورتابل | 2008        |
| راتشيت وكلانك: أدوات التدمير           | بلاي ستيشن 3       | 2008        |
| راتشيت وكلانك فيوتشر: البحث عن الغنيمة | بلاي ستيشن 3       | 2008        |
| راتشيت وكلانك فيوتشر: صدع في الزمن     | بلاي ستيشن 3       | 2009        |
| راتشيت وكلانك: الكل للواحد             | بلاي ستيشن 3       | 2011        |
| راتشيت وكلانك الثلاثية                 | بلاي ستيشن 3       | 2012        |
| راتشيت وكلانك: هجوم مباشر              | بلاي ستيشن 3       | 2012        |
| راتشيت وكلانك: انتو ذا نكسيوس          | بلاي ستيشن 3       | 2013        |
| راتشيت وكلانك: بيفور ذا نكسيوس         | موبايل             | 2013        |
| راتشيت وكلانك                          | بلاي ستيشن 4       | 2016        |
| راتشيت وكلانك: شق طريقك                | بلاي ستيشن 5       | 2021        |